# Prisión de Remetinec
La Prisión de Remetinec (en croata: Zatvor u Zagrebu) es una prisión de régimen cerrado ubicado en el barrio Remetinec de la ciudad de Zagreb, la capital del país europeo de Croacia. La capacidad de la cárcel es de 560 reclusos, por lo que es la prisión más grande de esa nación. En julio de 2012 albergó a 904 presos y detenidos, frente a los 850 en marzo de 2009 por lo que el problema del hacinamiento de la prisión es también un importante asunto del sistema penitenciario de Croacia en general. Las pobres condiciones de la instalación llevaron a una huelga de hambre de los presos en mayo de 2008. Una expansión planificada que añadirá 340 camas es financiada por el Banco del Consejo de Desarrollo de Europa, y se encontraba en fase de papeleo en junio de 2010.